# Воскресенский собор (Вытегра)
Собор Воскресения Христова — православный храм в городе Вытегра Вологодской области России, построенный в XVIII веке. Здание собора Воскресения Христова является объектом культурного наследия регионального значения и относится к стилю позднего барокко. В настоящее время в помещениях строения работает культурный центр.

## История храма
Собор Воскресения Христова, построенный с 1796 по 1800 годы, имел два придела — Христорождественский и Никольский — и колокольню в два яруса. В начале 1802 года городские власти объявили сбор средств на изготовление иконостаса, были наняты мастера. Белозерские мастера Иван и Федор Макарьевы изготовляли резьбу для иконостаса и киотов. Житель столичной Охтинской слободы Тимофей Старухин, плотник ведомства Адмиралтейств-коллегии, выполнил позолотные работы. Крестьянин Андомского погоста Фома Чепарев подготовил необходимые доски для икон. Государственные крестьяне села Березовского Повенецкого уезда Григорий Семенов и Григорий Осипов выполнили роспись икон. К началу 1805 года работы по изготовлению иконостаса были завершены.
В советский период собор продолжал действовать до Большого террора. Его настоятель, протоиерей Стефан Марков, служивший в нём с 1891 года, был 22 декабря 1937 года арестован и 8 января 1938 года расстрелян в Ленинграде. После закрытия храма его помещение было приспособлено под Дом культуры водников. При этом снесли завершение храма, барабаны, купола и колокольню, в связи с чем здание утратило своё значение градостроительной доминанты.

## Архитектура

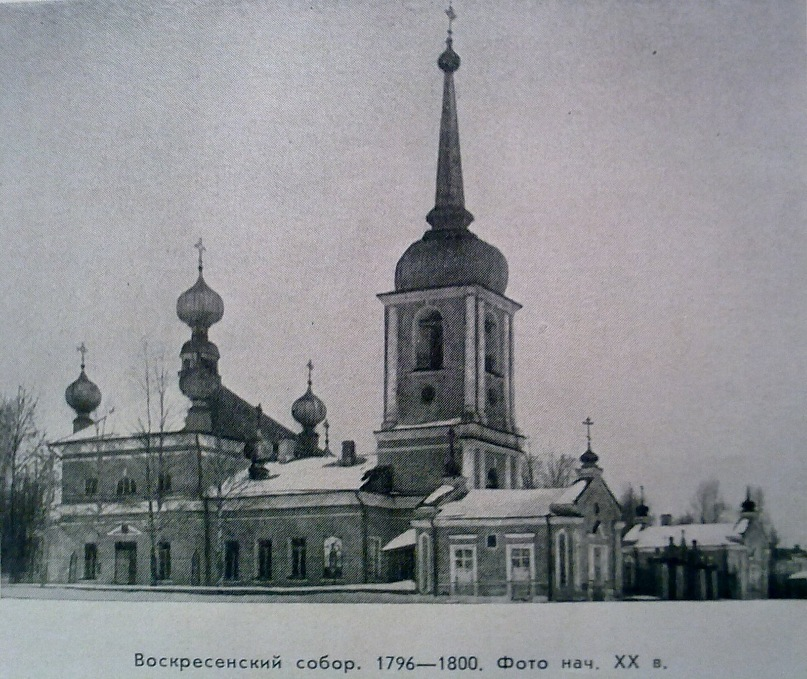
Воскресенский собор в начале XX века

Объект, в соответствии с постановлением губернатора Вологодской области от 1999 года, относится к категории памятников культурного наследия регионального значения. 

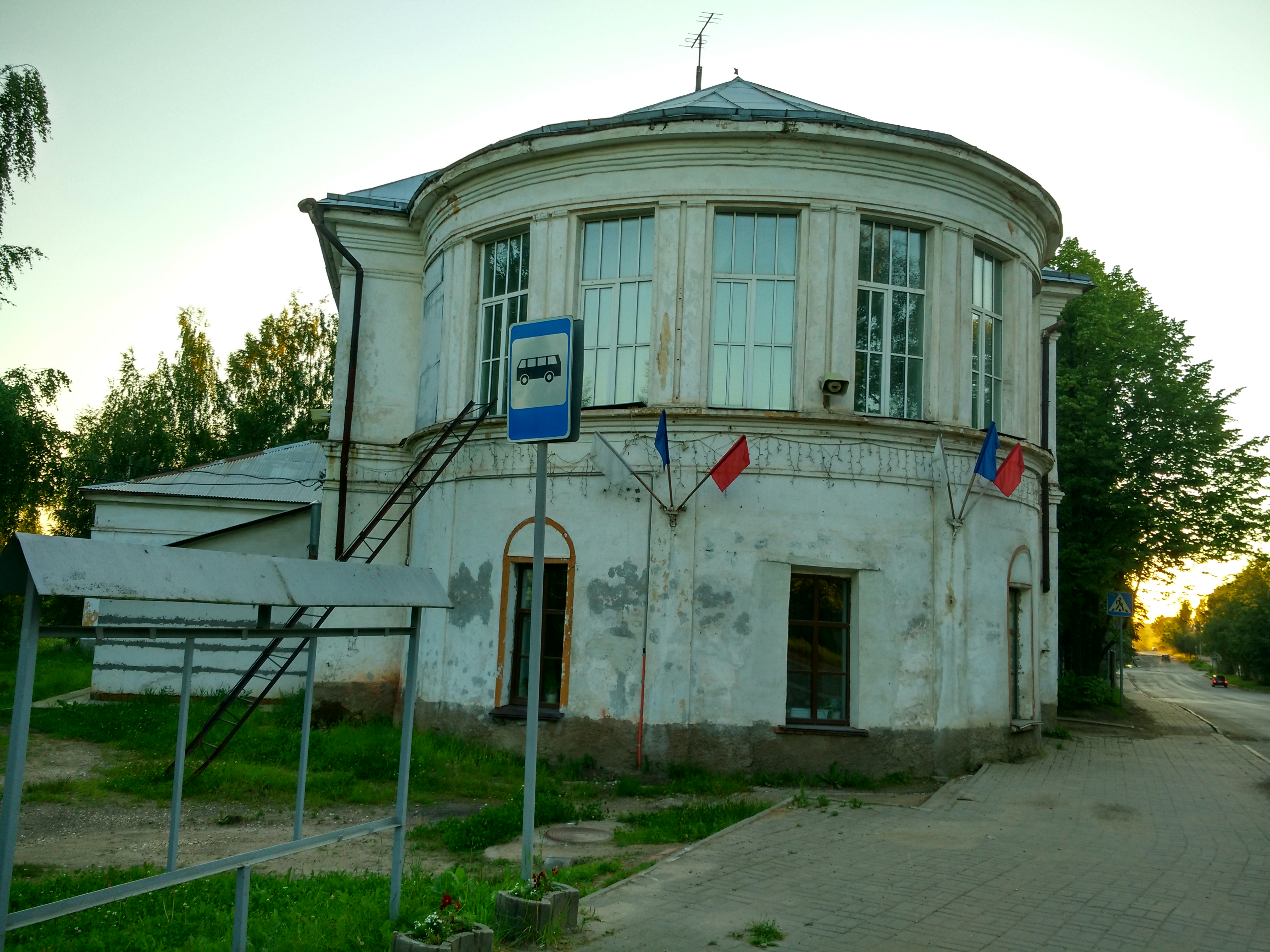
Фасад

Здание храма является одним из старейших городских памятников архитектуры, построенным после принятия генерального плана города. Храм был возведён в стиле позднего барокко. Собор был пятикупольным, с двухъярусной колокольней, имел крестообразный план, вытянутый по продольной оси, состоял из нескольких объёмов: паперти с колокольней, трапезной с двумя приделами, основного кубического объёма и алтаря. Сомкнутый свод перекрывал четверик главного храма, его венчал невысокий световой барабан с луковичной главой. Также были возведены четыре декоративных барабана, расположенные по углам четырёхскатного покрытия. Над алтарной апсидой находилась ещё одна главка. Форма колокольни была оригинальной: высокий четверик завершался подобием восьмигранной пучинистой главы, над которой возносился шпиль с яблоком и крестом над ним. Собор имел скромный наружный декор: тяги простого профиля по карнизу и между этажами, а также сандрики над средними окнами нижнего уровня.
Воскресенскому собору принадлежала важная роль архитектурной доминанты в ансамбле набережной части Воскресенского проспекта.

## Современное состояние

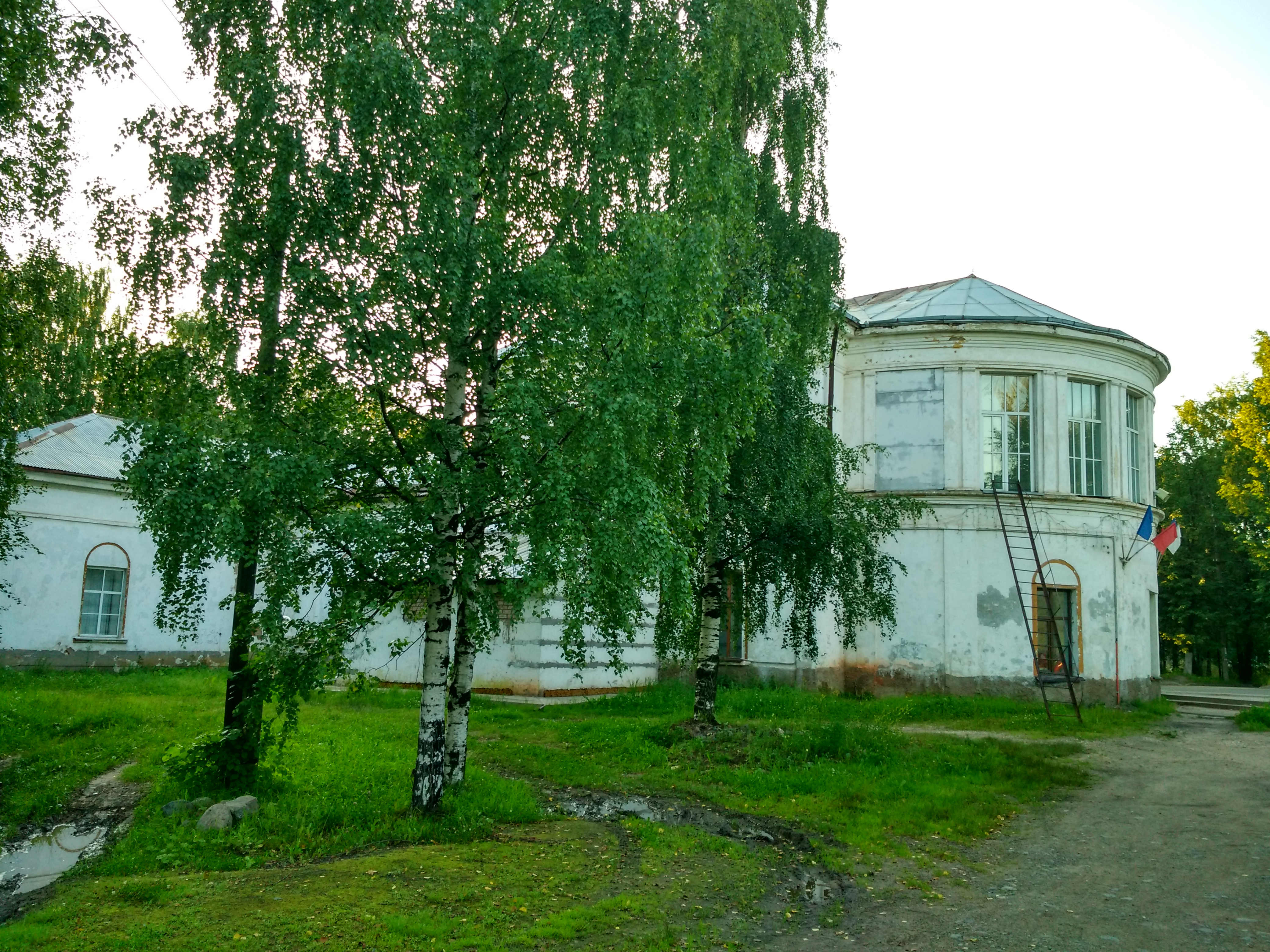
Общий вид

Зданием Воскресенского собора в настоящее время продолжает пользоваться бюджетное учреждение культуры «Центр культуры „Вытегра“».